# 四川凤仙花
四川凤仙花（学名：Impatiens sutchuanensis）为凤仙花科凤仙花属的植物，为中国的特有植物。分布在中国大陆的湖北、重庆、陕西等地，生长于海拔1,200米至1,850米的地区，多生于山坡林下以及沟边潮湿地，目前尚未由人工引种栽培。